# Летопис — О језику роде
„Летопис — О језику роде” је југословенски документарни телевизијски филм из 1997. године. Режирао га је Владимир Перовић а сценарио је написала Радмила Мијатовић.

## Улоге
| Глумац          | Улога                        |
| --------------- | ---------------------------- |
| Драга Јонаш     | Лично (као Драга Илић-Јонаш) |
| Божидар Стошић  | Лично (глумац)               |
| Младен Црнобрња | Лично (глумац)               |